# Teatro Lírico (Ciudad de México)
El Teatro Lírico fue construido en la calle del Águila (hoy Calle de República de Cuba) en la Ciudad de México e inaugurado el 6 de agosto de 1907. La sala de espectáculos fue destruida por sus dueños. Se mantiene la fachada. Existe dos puntos de acuerdo de la Asamblea de la Ciudad de México para reconstruirlo.

## Historia
Construido en la calle del Águila (hoy República de Cuba) en la Ciudad de México e inaugurado el 6 de agosto de 1907 (aunque el Diario del Hogar consigna una fecha posterior) con la representación de Las vírgenes locas, a cargo de la compañía española de José Vico. 
Su primer dueño fue el señor Rafael Icaza y Landa, quien encomendó la construcción al Ing. Manuel Torres Torrija. El inmueble combinó todos los adelantos técnicos de la época con el mayor lujo posible, por lo que fue empleado como sede de fastuosos espectáculos. Su capacidad inicial fue de 1800 localidades (actualmente caben 1100 espectadores). 
A lo largo de su historia ha cambiado varias veces de nombre, siendo primero el Follies Bergere (1909) y después Teatro de la Comedia (1923), pero siempre ha recuperado su nombre original. En 1935 fue reconstruido por el Arq. C. Corombe para funcionar como cine y teatro. En 1965 sufrió una nueva remodelación, y 28 años después, a causa de los daños que le causó el Terremoto de México de 1985, hubo de ser restaurado por el Arq. Vicente Flores Arias para ser reinaugurado el 25 de abril de 1993 con la comedia musical La viuda alegre, interpretada por Angélica María. 
Entre las figuras que han desfilado por dicho escenario cabe mencionar a María Conesa, Lupe Vélez y Agustín Lara, así como a Pedro Infante y Jorge Negrete, quienes allí llevaron a cabo un legendario "mano a mano". Frente a sus puertas fue herido de muerte el músico y empresario Manuel Castro Padilla, en 1941. Durante el sexenio del presidente José López Portillo sirvió de sede para algunas temporadas del Teatro de la Nación.

## Trivia
Existe la anécdota ocurrida en este teatro, contada por el propio Manuel Esperón que acercándose el 12 de diciembre de 1952 se le ocurrió preparar un espectáculo y componer una canción (Carta a la Virgen), en donde aprovechando el éxito de la película de "Dos tipos de cuidado" harían un dúo los protagonistas de esa cinta: Pedro Infante y Jorge Negrete. Como la canción era muy larga y era la primera vez que harían un dúo al final de la canción, y a pesar de que el maestro Esperón les enfatizaba que era necesario que se la aprendieran, todo resultó un zafarrancho con el público y con el mismo maestro Esperón, cuando al olvidándoseles la canción, Pedro arrebató al apuntador, las hojas con la letra de la canción, siguiéndole Jorge leyendo la letra.